# Andrónovo
Andrónovo (en rus: Андроново) és un poble del krai de Perm, a Rússia, que en el cens del 2010 tenia 119 habitants. Es troba a 14 km al nord-oest de Txernuixka.